# Imperator-Kaiserfisch
Der Imperator-Kaiserfisch (Pomacanthus imperator), von Meerwasseraquarianern kurz Imperator genannt, ist eine Art der Gattung Pomacanthus aus der Familie der Kaiserfische (Pomacanthidae). Sie werden 40 Zentimeter lang.

## Verbreitung
Er lebt im Indopazifik vom Roten Meer bis nach Hawaii. Besonders häufig ist er im nördlichen Great Barrier Reef und um Neuguinea. Dabei bevorzugt er korallenreiche Außenriffe bis in eine Tiefe von 25 Meter.

## Verhalten
Imperator-Kaiserfische leben allein, paarweise oder auch zu dritt. Sie können Grunzlaute von sich geben und verscheuchen damit Eindringlinge aus ihrem Revier.

## Farbwechsel

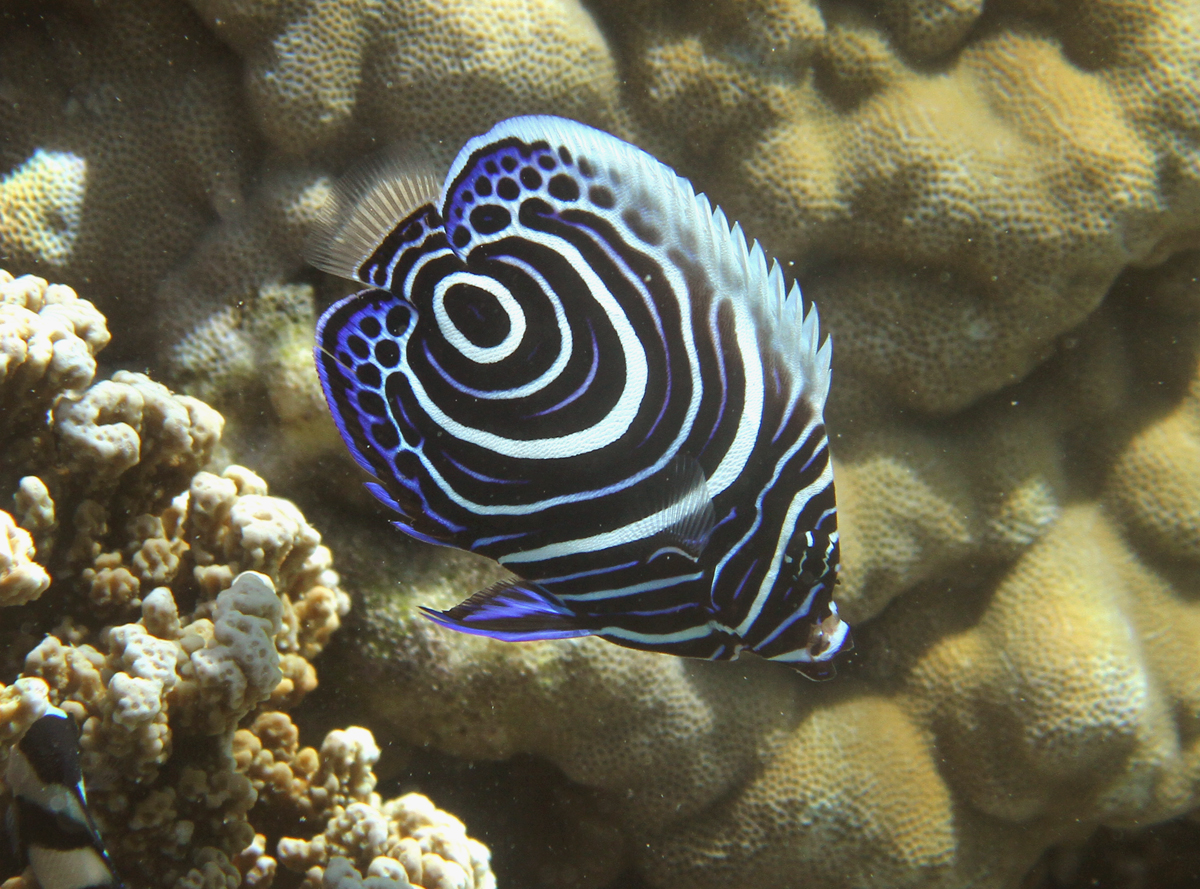
Jungfisch

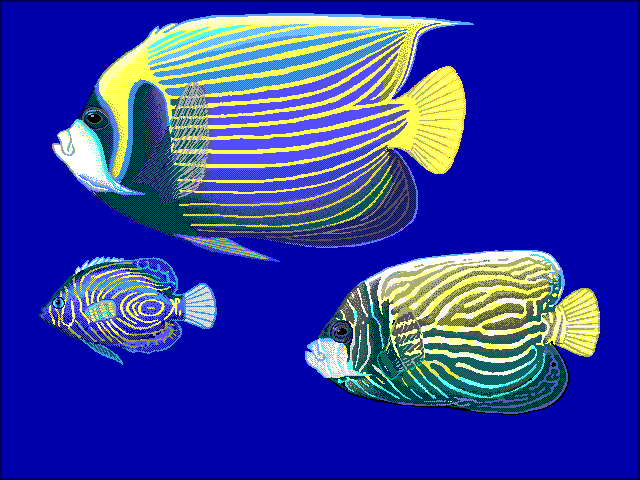
Oben Erwachsenenfärbung
Links unten Jugendfärbung
Rechts unten Übergangsfärbung

Imperator-Kaiserfische machen im Laufe ihres Lebens einen Farbwechsel durch. Als Jungfische sind sie dunkelblau gefärbt mit konzentrischen weißen und hellblauen Ringen, deren Zentrum kurz vor der Schwanzwurzel liegt. Die Erwachsenen bekommen eine längs gelb-blau gestreifte Zeichnung mit markanten schwarzen Feldern am Kopf, die auch die Augen tarnen. Die Rückenflosse bekommt eine ausgezogene Spitze. Die Jungtiere wurden früher als eigene Art Pomacanthus nicobariensis beschrieben.

## Ernährung
Imperator-Kaiserfische ernähren sich von Schwämmen, Seescheiden, Bryozoen und Algen.

## Imperator-Kaiserfische als Aquarienfisch
Imperator-Kaiserfische werden als Aquarienfische verkauft und gelten als teure Prestigeobjekte für viele Meerwasseraquarianer. Sie sind im Aquarium schon 15 Jahre gehalten worden.